# Phyllocnistis aurilinea
Phyllocnistis aurilinea là một loài bướm đêm thuộc họ Gracillariidae, known from Colombia. Ấu trùng ăn Macleania rupestris và Cissampelos rhombifolia.